# Nachtigal (Ntui)
Pour les articles homonymes, voir Nachtigal.
Nachtigal est un village du Cameroun situé dans la région du Centre et le département du Mbam-et-Kim. Il fait partie de la commune de Ntui.
Depuis 2018, des infrastructures hydroélectriques sont en cours de construction sur la Sanaga. Financées par EDF, la SFI et le Cameroun, elles produiront 30 % des besoins énergétiques du pays. Les travaux de construction sont réalisés par les entreprises BESIX, constructeur de la plus haute tour du monde à Dubaï, NGE et SGTM.
Lors de la colonisation allemande du Cameroun, ce village prendra en hommage le nom de l'explorateur allemand Gustav Nachtigal, mort en 1885, et le gardera ensuite, lors du départ des Allemands à la fin de la Première Guerre mondiale.

## Population
En 1964, le village comptait 626 habitants, principalement Batschenga.
Lors du recensement de 2005, on y dénombrait 802 personnes.
On y parle le tuki (ou batsenga), une langue bantoïde méridionale.

## Économie
La construction d'un site hydroélectrique sur la Sanaga en amont de Nachtigal est en projet. La Nachtigal Hydro Power Company (NHPC), qui en est chargée, est créée le 7 juillet 2016 par un consortium mené par EDF et l’Etat camerounais dans le but d’exploiter le barrage. Elle est détenue à 40 % par EDF International, à 30 % par le gouvernement et à 30 % par la SFI (Société financière internationale). Elle dispose de la concession d’exploitation pour une durée de 35 ans et des droits fonciers sur le site de l’ouvrage hydroélectrique.[réf. nécessaire]
En novembre 2018, EDF, ICF (filiale de la Banque mondiale) et la République du Cameroun ont signé les accords définitifs pour la construction du barrage hydroélectrique de Nachtigal : EDF va concevoir, construire et exploiter pendant 35 ans un barrage et une usine hydroélectrique de 420 MW sur le fleuve Sanaga au niveau des chutes de Nachtigal, à 65 km au nord-est de Yaoundé. Le projet comprend aussi la construction d’une ligne de transport d’électricité de 50 km jusqu’à Nyom. Il est porté par la société NHPC (Nachtigal Hydro Power Company), constituée par EDF (40 %), IFC (30 %) et l’État du Cameroun (30 %). Nachtigal couvrira 30 % des besoins énergétiques du pays, avec une production annuelle de près de 3 TWh.
Les études d'impact se sont montrées encourageantes, avec seulement cinq familles à reloger.
Les infrastructures et les travaux civils ont débuté en 2018 et sont réalisés par la société de construction belge BESIX, qui a auparavant construit la plus haute tour du monde à Dubaï (Burj Khalifa), et par l'entreprise française NGE et SGTM.